# Fissistigma rufinerve
Fissistigma rufinerve (Hook.f. & Thomson) Merr. – gatunek rośliny z rodziny flaszowcowatych (Annonaceae Juss.). Występuje naturalnie w Bangladeszu oraz w indyjskim stanie Asam. 

## Morfologia
PokrójZimozielone i zdrewniałe liany.
LiścieMają eliptyczny kształt. Mierzą 16–26 cm długości oraz 5–6,5 cm szerokości. Są lekko owłosione od spodu. Nasada liścia jest zaokrąglona. Blaszka liściowa jest o ostrym lub tępym wierzchołku. Ogonek liściowy jest nagi i dorasta do 10 mm długości.
KwiatyZebrane po kilka w wierzchotki, rozwijają się w kątach pędów. Działki kielicha mają owalny kształt i są zrośnięte u podstawy. Płatki są mięsiste.